# Beleg van IJsseloord
Het Beleg van IJsseloord vond plaats tussen 6 en 15 oktober 1585 en was onderdeel van de Tachtigjarige Oorlog tussen Arnhem en Westervoort, Gelderland in Nederland. Na een belegering van zeven dagen capituleerde de Spaanse verdediging.

## Aanloop
In de 16e eeuw lag ter hoogte van het hedendaagse knooppunt IJsseloord, de splitsing van de Rijn en de IJssel. Op dit strategische punt lag in die tijd de schans IJsseloord. In 1585 had de Spaanse veldheer Francisco Verdugo de schans ingenomen. De Graaf van Nieuwenaar en Meurs verscheen op 6 oktober dat jaar met achttien compagnieën Engelse en Duitse soldaten voor de schans en sloegen daar hun beleg.

## Beleg
Vrijwel onmiddellijk begonnen de belegeraars vanuit twee richtingen de schans te beschieten met negen kanonnen. Vanuit de Betuwse- en Veluwse kant. De belegerden herstelden echter snel van deze beschietingen en wisten iedere aanval succesvol af te slaan. De Spanjaarden deden met succes een uitval, en wisten daarbij veel slachtoffers aan Staatse kant te maken. Daarbij sneuvelde o.a. kapitein Willem van Doorn. Op 15 oktober hadden de belegeraars versterking gekregen van drie schepen, rijk voorzien met soldaten. Zij beschoten de schans zo fel, dat daarbij twee schepen op drift raakten, en met de stroom meedreven. Toen de Staatsen zich opmaakten voor een bestorming, zagen de Spanjaarden in dat de zaak verloren was, en gingen over tot onderhandeling. Zij mochten met volle wapenuitrusting vertrekken, met achterlating van trommels en vaandelen.

## Nasleep
Het magistraat van Arnhem schonk aan de graaf van Meurs en Nieuwenaar na afloop een zilveren "adelaar off drinkgeschier met een toelast van vijf aam Rijnschen wijn, ter verering" voor de bewezen dienst. De schans bleef tot augustus 1626 in Staatse handen, totdat de graaf Van den Bergh deze weer voor Spanje wist in te nemen na zijn mislukte poging tot ontzet tijdens het Beleg van 's-Hertogenbosch. De schans raakte in verval vanaf 1673 en was in 1741 vrijwel verdwenen. In 1864 was geld beschikbaar voor een nieuw fort (fort Westervoort) dat op 10 mei 1940 nog een laatste rol heeft gespeeld. In 1983 werd dwars door het fort een verkeersweg aangelegd.